# やさいのようせい N.Y.SALAD
『やさいのようせい N.Y.SALAD』（やさいのようせい ニューヨークサラダ）は、NHK教育で放送されたアニメ作品。
第1シリーズは2007年4月5日より毎週木曜、金曜の午前7時15分 - 7時25分に全26話放送された。第2シリーズは2008年5月5日から6月27日にかけて月曜から金曜の午前7時40分 - 7時45分、午後5時10分 - 5時15分（再放送）に放送された。また、『おかあさんといっしょ あそびだいすき!』内でも放映された。
2009年4月4日から2010年3月27日にかけて、土曜の午前7時25分 - 7時30分、午後5時30分 - 5時35分（午前の再放送）に、第1シリーズ、第2シリーズの再放送をまとめて放送した。

## 概要
天野喜孝の画集「N.Y.SALAD」をアニメ化した作品。ニューヨークのとあるキッチンを舞台に、野菜の妖精たちの日常を描いたメルヘンチックな作品となっている。ナレーションに原田知世を起用している。
鉛筆素描風の描線と淡い色彩が特徴的である。一見水彩画を思わせるが、実際は3DCGソフトウェアSoftimage XSIを用いて描画されている。
2007年度文化庁メディア芸術祭においてアニメーション部門の審査委員会推薦作品に選出されたほか、日本オタク大賞2007ではアニメディア賞を受賞。第41回アニフェスト・ヒューストン国際映画祭ではプラチナ・ゴールド・ブロンズという3賞の同時受賞という快挙を成し遂げた。
2010年2月13日より、全国のワーナー・マイカル（現・イオンシネマ）系映画館にて映画版『やさいのようせい N.Y.SALAD The Movie』が上映。テレビ版のリマスターバージョン（3話、全15分）と映画オリジナルストーリー1話（全20分）で構成される。なお映画オリジナル版は3D映画として上映された。

## 主な受賞
海外
- 第11回SICAF 入選
- 第31回アヌシー国際アニメーション映画祭 入選
- 第8回アニマドリッド国際アニメーション映画祭 入選
- 第12回シュリンゲル 入選
- 第28回ANIMA2008 入選
- 第41回ヒューストン国際映画祭 プラチナ「ガーリックのウソ」/ゴールド「妖精たちの演奏会」/ブロンズ「はっぱのそり」

国内
- 第11回文化庁メディア芸術祭アニメーション部門 審査委員会推薦作品入選
- 第7回日本オタク大賞 アニメディア編集長個人賞受賞
- 第7回日本映画テレビ技術協会映像技術賞、TVアニメ部門

## 登場キャラクター
作中の特徴として妖精たちは言葉を話さず、特殊な言語で会話をしている。そこにナレーションが所々でアテレコを入れる形で台詞が追加されている。

### 主要キャラクター
芽キャベツ
声 - 白鳥由里
芽キャベツの精。好奇心旺盛で誰とでも仲良くなれる明るい性格。得意な楽器はフルート。
レタス
声 - 井浦愛 / 後藤沙緒里（劇場版）
レタスの精。オシャレが好きな優しい女の子らしい性格だが、少しおしゃま。得意な楽器はピアノ。歌を歌うのも好き。
ガーリック
声 - 青山桐子
ガーリック(ニンニク)の精。少し生意気で怒りっぽい性格だが、怖がりな所もある。よく白ナスの面倒を見ている。得意な楽器はサックス。
白ナス
声 -松来未祐
白ナスの精。ガーリックと仲が良い。のんきな性格でいつも寝ており、ガーリックのサックスじゃないと起きない。羽がまだ小さくて飛べないが、一度だけガーリックをモルドレイスから助けるために飛んだ事がある。得意な楽器は太鼓。

### その他のキャラクター
サニーおばさん
声 - 菊池いづみ
サニーレタスの精。物知りで頼りになるみんなの母親のような存在。ほかの妖精たちを我が子のように可愛がっている。歌が上手い。
プチトマト
声 - 宮崎優子
プチトマトの精。レタスと仲良し。おてんば娘だが、まじめで正義感が強い。得意な楽器はスネアドラム。
ニンジン
声 - 太田哲治
ニンジンの精。ジャガイモと仲良し。自惚れ屋で口が達者の自慢屋だが、いざとなると腰が引けてしまう。得意な楽器はバイオリン。
ジャガイモ
声 - 磯見大 / 太田哲治(劇場版)
ジャガイモの精。ニンジンと仲良し。無口で不器用だけど力持ち。芽が伸びてくると元気を吸い取られる。得意な楽器はスーザフォン。
トウガラシ
声 - 太田哲治
トウガラシの精。いたずらが大好き。口から辛い種を飛ばすのが特技。ギターの演奏が得意。プチトマトの事が好き。
ハラペーニョ
声 - 太田哲治
ハラペーニョの精。トウガラシの弟。兄のトウガラシと同様にいたずらとプチトマトの事が好き。同じくギターが得意。
モルドレイス
声 - 松宏彰
カビのお化け。触れたものを真っ黒にして塵にしてしまうため、みんなから恐れられている。トウガラシとハラペーニョの種が苦手。
ライチ
声 - 高橋夏穂
ライチの精。氷の洞窟で集団にいる。帰り道を教えてくれたりと、物知り。
ピーナッツ
ピーナッツの精。いつも大勢で登場する。殻にこもる事でモルドレイスから回避するという技も持っている。また、水浴びをするときは殻を脱ぐ。普段並ばないと落ち着かない。
きのこ
不思議な存在。胞子で増え、体を発光することができる。
カボチャ
ハロウィンに使われるカボチャの精で、ピーナッツのように大勢いる。トウガラシと一緒にいたずらをした時にそのうちの一人がモルドレイスに巻き込まれて、真っ黒にカビて塵になってしまう。
ティーニー
声-藤堂まり
劇場版に登場した紫の花の蕾から生まれた妖精。芽キャベツを兄のように慕う｡「ティーニー」という名前は芽キャベツが付けたもの。
フローラ
ティーニーの本当の姿。満月の夜にしか咲かない月下美人の妖精で、夜が明けると種を残して消えてしまう。

- ナレーション - 原田知世

本作における解説役。妖精たちの台詞の一部や心情にも声を当てている。最後は「Have a good Night.」と言ってストーリーを締めくくる。正体は月。

## スタッフ
- 原作 - 天野喜孝
- 総合演出・脚本 - 松宏彰
- アニメーション監督 - 青海徳之
- 音楽 - 藤野浩一
- 背景美術 - 児玉徹郎、松村麻郁
- 効果 - 川田清貴
- 録音 - 細貝真弓、はたしょうじ
- プロデューサー - 鈴木真理子、中村哲志、佐々木拾
- アニメーションプロデューサー - 浦澤貴洋、小林正俊、中野美穂子
- アニメーション制作 - デジタル・メディア・ラボ
- 制作・著作 - N.Y.SALAD 製作委員会（加賀電子、NHKエデュケーショナル、デジタル・メディア・ラボ、モンスターフィルムス）

## 各話リスト
タイトルに（※）が付いているものは劇場版で上映されるエピソード。
| 第1シリーズ | 第1シリーズ                |      | 第2シリーズ                | 第2シリーズ |
| 話数        | サブタイトル               | 話数 | サブタイトル               |             |
| ----------- | -------------------------- | ---- | -------------------------- | ----------- |
| 1           | 妖精たちの目覚め （※）     | 1    | しゃっくりとめて!          |             |
| 2           | 知りたがりやの芽キャベツ   | 2    | 白ナスとんだ               |             |
| 3           | ピクニック                 | 3    | 困った足あと               |             |
| 4           | 水あそび                   | 4    | プチトマトの誕生日         |             |
| 5           | ぎんいろの湖               | 5    | ピアノがいなくなっちゃった |             |
| 6           | ガーリックのウソ           | 6    | イヤリングころころ         |             |
| 7           | 妖精たちの演奏会           | 7    | まいごのピーナッツ         |             |
| 8           | ピーナッツ大騒ぎ           | 8    | ジャガイモの不思議な箱     |             |
| 9           | モルドレイス （※）         | 9    | おしゃれなプチトマト       |             |
| 10          | こまったジャガイモ         | 10   | イースターエッグ           |             |
| 11          | ゆかいなジャンプ           | 11   | カヌーレース               |             |
| 12          | きのこのなぞ               | 12   | きのこのおばけ             |             |
| 13          | 氷の国の冒険               | 13   | 芽キャベツのなやみごと     |             |
| 14          | プレゼント                 | 14   | みんなでなわとび           |             |
| 15          | びっくりカボチャ           | 15   | ガーリックの家出           |             |
| 16          | トウガラシのいたずら       | 16   | だるまさんがころんだ!      |             |
| 17          | しめった季節               | 17   | お花畑みつけた!            |             |
| 18          | はっぱのそり （※）         | 18   | びっくりパーティー         |             |
| 19          | やさしいまなざし           | 19   | 炎の精のおくりもの         |             |
| 20          | はじめてのダンスパーティー | 20   | お星さまさがし             |             |
| 21          | かくれんぼ                 | 21   | 冬のともだち               |             |
| 22          | 消えたお月さま             | 22   | ないしょないしょ           |             |
| 23          | 炎の谷                     | 23   | はっぱのひこうき           |             |
| 24          | ひろがるもののかげ         | 24   | しゃぼん玉あそび           |             |
| 25          | ふしぎな砂時計             | 25   | サニーおばさんの宝物       |             |
| 26          | 夜のつぎにくるもの         | 26   | 流れ星におねがい           |             |

## DVD

### 第1シリーズ
- 『やさいのようせい N.Y.SALAD DVDBOX』 2007年12月19日発売 ポニーキャニオン（第1話～26話収録、DVD5枚組）
  - 『やさいのようせい N.Y.SALAD あつまれようせいたち』 2008年2月発売（1話～7話収録）
  - 『やさいのようせい N.Y.SALAD みんなともだち』 2008年2月発売（8話～14話収録）
  - 『やさいのようせい N.Y.SALAD たのしいあそび』 2008年2月発売（15話～20話）
  - 『やさいのようせい N.Y.SALAD ふしぎなキッチン』 2008年2月発売（21話～26話収録）

### 第2シリーズ
- 『やさいのようせい N.Y. SALAD DVD BOX 2』 2009年1月21日発売 ポニーキャニオン（第1話～26話収録、DVD4枚組）
  - 『やさいのようせい N.Y.SALAD げんきいっぱい』 2009年3月発売（1話～6話収録）
  - 『やさいのようせい N.Y.SALAD ゆかいななかま』 2009年3月発売（7話～13話収録）
  - 『やさいのようせい N.Y.SALAD いつでもいっしょ』 2009年3月発売（14話～20話収録）
  - 『やさいのようせい N.Y.SALAD まんまるおつきさま』 2009年3月発売（21話～26話収録）

## 原作・絵本など
- 『N.Y.SALAD―THE WORLD OF VEGETABLE FAIRIES』 2002年5月 天野喜孝事務所
- 『眠れるレタス姫 (N.Y.salad)』 2005年5月 主婦の友社
- 『知りたがりやの芽キャベツ』 2008年11月 PHP研究所
- 『水あそび』 2009年3月 PHP研究所
- 『はっぱのそり』 2009年8月 PHP研究所
- 『びっくりカボチャ』 2009年10月 PHP研究所
- 『お星さまさがし』 2009年11月 PHP研究所
- 『お花畑みつけた！』 2010年5月 PHP研究所
- 『プチトマトの誕生日』 2010年9月 PHP研究所
- 『やさいのようせい N.Y.SALAD』 [わくわくシールえほん] 2008年4月 小学館
- 『やさいのようせい N.Y.SALAD ひみつじてん』（テレビ超ひゃっか）2009年3月 小学館
- 『やさいのようせい N.Y.SALAD』（まるごとシールブック）2023年2月 小学館